# Ibrahim Abd al-Hamid
Ibrahim Abd al-Hamid Ibrahim (arab. ابراهيم عبد الحميد ابراهيم; ur. 21 marca 1995) – egipski zapaśnik walczący w stylu wolnym. Srebrny medalista mistrzostw Afryki w 2016, 2019 i brązowy w 2017. Piąty na igrzyskach śródziemnomorskich w 2018. Mistrz arabski w 2014 i 2018. Wicemistrz świata juniorów w 2015. Mistrz Afryki juniorów w 2015 roku.